# Шип Надія Андріївна
Надія Андріївна Шип (20 жовтня 1945, Антрацит) — український історик, дослідниця історії України ХІХ–ХХ століть, доктор історичних наук, професор.

## Біографія
Народилася 20 жовтня 1945 року в місті Антрациті Ворошиловгадської області. У 1966 закінчила історичний факультет Луганського педагогічного інституту. Викладала історію і суспільствознавство в середній школі, працювала на комсомольській роботі. У 1969–1979 роках — науковий співробітник Інституту історії АН УРСР. У 1977 році, під керівництвом члена-кореспондента АН УРСР Ф. П. Шевченка, захистила кандидатську дисертацію на тему: «Роль вищих навчальних закладів у розвитку російсько-українських зв'язків у другій половині XVIII ст.». Була співавтором восьмитомної «Історій Української РСР», написавши § 3 розділу ХІІ тому 2.
У 1979–1984 роках — завідувач редакцією історії видавництва «Радянська школа». У 1984–1992 роках — старший науковий співробітник, у 1992–1998 роках — провідний науковий співробітник відділу історії України ХІХ — початку XX століття Інституту історії України НАН України. У 1995–1998 роках — вчений секретар спеціалізованої ради із захисту дисертацій при Інституті. У 1992 році захистила докторську дисертацію на тему: «Інтелігенція на Україні (ХІХ ст.): Історико-соціологічний нарис».
З 1998 року — завідувач кафедри суспільних наук Української академії зовнішньої торгівлі (з 2007 р. — Український державний університет фінансів та міжнародної торгівлі). У 2016-2020 роках - професор кафедри філософії і соціальних наук Київського національного торговельно-економічного університету.
Одна із сентенцій Н. Шип: «Я люблю науку так само, як і вона любить мене».

## Основні праці
- Русско-украинское культурное сотрудничество в XVIII — первой половине ХІХ в. Київ, 1988.
- Культурно-національне питання на Україні в другій половині ХІХ ст. // УІЖ. 1991. № 3.
- Интеллигенция на Украине (ХІХ в.). Київ, 1991.
- Нариси з історії українського національного руху. — Київ, 1994 (у співавторстві).
- Церковно-православний рух в Україні поч. XX ст. Київ, 1995.
- Видавнича і просвітницька діяльність Київської духовної академії // Київська старовина. 1999.  № 3.
- «Українське питання» в Російській імперії (кінець ХІХ — поч. XX ст.). — Частини 2-3.  Київ, 1999.
- Київська духовна академія — центр вищої духовної освіти Наддніпрянської України (ХІХ — поч. XX ст.) // УІЖ. 1999. — № 2.
- Етимологія і семантика терміна «Русь». — Київ, 2002.
- Суспільно-політичне і духовне життя українців у складі Російської імперії (ХІХ ст.): Нариси для самостійного опрацювання студентами. Київ, 2004.
- Навчально-методичний комплекс дисципліни «Історія України». Київ, 2005.
- Російсько-українська бюрократія в історичному вимірі // Україна: Пошуки оптимальної моделі бюрократії. Матеріали засідання Дискусійного клубу — Київ, 2005.
- Мораль і бізнес.  Київ, 2010.
- Київська духовна академія в культурно-освітянському просторі України(1819—1919). Київ, 2010.
- Ідея всесловянської єдності у працях викладачів і студенів Київської духовної академії//Рукописна та книжкова спадщина України Вип. 17. Київ, 2013.
- Тарас Шевченко, Павло Чубинський — духовні символи українства. Київ, 2014.
- Чубинський Павло Платонович - поборник етнонаціональних прагнень українців//Україна в етнокультурному вимірі століть (До 175-річчя з дня народження видатного українського етнографа Павла Чубинського. Збірник наукових праць Інституту історичної освіти Національного педагогічного університету  імені М. П. Драгоманова. Вип. 3. Київ, 2014.
- Релігійні аспекти в житті та творчості Т. Г. Шевченка// Феномен особистості та творчості Т. Г. Шевченка в сучасному культурологічному просторі. Зб. тез Всеукраїнської науково-практичної конференції. Ч. І. Миколаїв, 2014.
- Суспільні трансформації в Україні: куди йдемо? (Методологія осмислення)// Формування особистості в умовах транзиту. Київ, 2015.
- Духовно-православная идентичность славян// Культура. Политика. Понимание (философско-политические проблемы идентичности: Россия и современный мир). Материалы IV международной научной конференции (г. Белгород, 13-14 мая 2016 г). Белгород, 2016.
- Україна у міжнародній торгівлі (IX - XVIII ст).// Глобальні виклики розвитку національних економік. Матеріали Міжнародної науково-практичної конференції. Київ, 19 жовтня 2016 р. Ч ІІІ. Київ 2016.
- Слов'янська тематика в документах Інституту рукопису Національної бібліотеки України імені В. І. Вернадського. Вип. 20. Київ, 2016.
- Історіософські концепції цивілізаційної ідентичності українців// Вісник Київського національного торговельтно-економічного університету. 2017, №2(112).
- Культурний компонент державотворення та євроінтеграції України// Гілея, 2017. Вип.119.
- Єпископ Порфирій і професори Київської духовної академії у Київському слов'янському благодійному товаристві// Церква - наука - суспільство: питання взаємодії. Присвячується 250-річчю від дня народження митрополита Євгенія (Болховітінова). Матеріали П'ятнадцятої Міжнародної наукової конференції (29 травня - 3 червня 2017 р.). Київ, 2017.
- Український модус слов'янофільства// Рукописна та книжкова спадщина України. Вип. 21. Київ, 2017.
- Інтелектуальний перехід від монометодології до методологічного плюралізму// EMINAK, 2018. №1 (21), (січень - березень). Т. 3.
- Слов'янофільский проект розв'язання "польського питання" в Російській імперії (початок ХХ ст.)// Рукописна та книжкова спадщина України. Вип. 22. Київ, 2018.
- Участь Іваницького та його колег по Київській духовній академії у розгортанні гебраїстичних і сходознавчих студій у Всеукраїнській Академії Наук і Всенародній бібліотеці України (20-ті - початок 30-х років ХХ ст.// Віктор Федорович Іваницький.  Життя, віддане книзі. Київ, 2018.
- Інтерпретація слов'янофілами польского й українського питань в Російський їмперії (друга половина ХІХ ст.// Рукописна та книжкова спадщина України. Вип 23. Київ, 2019.
- Історіософський вимір російсько-українського конфлікту на Донбасі (друге десятиріччя ХХІ ст.)// Virtus, №32. март, 2019.
- Термінологічний ключ до вивчення суспільно-політичної думки в Росії (ХІХ ст.)// Рукописна та книжкава спадщина України. Вип 24. Київ, 2020.
- Слов'янофільство - духовний феномен ХІХ століття: погляд з Києва. Київ, 2021.
- Український патріот і соціал-демократ Сергій Подолинський (1850-1891)// Virtus, №53, квітень, 2021.
- Наукова одержимість історика Василя Данилевича (1872–1936). До 150-річчя від дня народження  // Рукописна та книжкова спадщина України. – 2022. – Вип. 29. – C. 423-455. – URL: http://irbis-nbuv.gov.ua/everlib/item/er-0004775
- Афористична формула "Третій Рим" і сьогодення // Бібліотека. Наука. Комунікація : матеріали Міжнародної наукової конференції (Київ, 4--6 жовтня, 2022). К.: НБУВ, 2022.
- Наукова еволюція Василя Данилевича в часі та українському просторі (кінець ХІХ – 30-ті роки ХХ століття) : монографія / Н. А. Шип ; відп. ред. Л. А. Дубровіна. – Київ: НБУВ, 2023. – 220 с. – ISBN – ISBN 978-617-14-0061-0 (друковане видання). – 978-617-14-0062-7 (електронне видання). – URL: http://irbis-nbuv.gov.ua/everlib/item/er-0004503
- Девальвація Переяславського акту і "Березневих статей" 1654 року : історіографічний дискурс / Н. А. Шип // Рукописна та книжкова спадщина України. – 2024. – № 3. – C. 197-220. – URL: http://irbis-nbuv.gov.ua/everlib/item/er-0004923
- Ідеййно-політичні зазіхання Росії на історичну спадщину Київської Русі // Бібліотека. Наука. Комунікація.  Інтеграція у міжнародний бібліотечний простір : Т.1 : матеріали Міжнародної наукової конференції (Київ, 8--10 жовтня, 2024) : у 2 т.  К.: НАН України, 2024.
- Наукове сумління Федора Павловича Шевченка у лабетах партократії / Н. Шип // Наукові праці Національної бібліотеки України імені В. І. Вернадського. – 2024. – Вип. 72. – C. 491-511. – URL: http://irbis-nbuv.gov.ua/everlib/item/er-0005069

## Виноски
1. ↑  Архітектура. Образотворче мистецтво.
2. ↑  Культура на Україні у XVIII ст.
3. ↑  Визвольна війна і возз'єднання України з Росією. Початок розкладу феодалізму та зародження капіталістичних відносин (друга половина XVII—XVIII ст.).